# Klättring

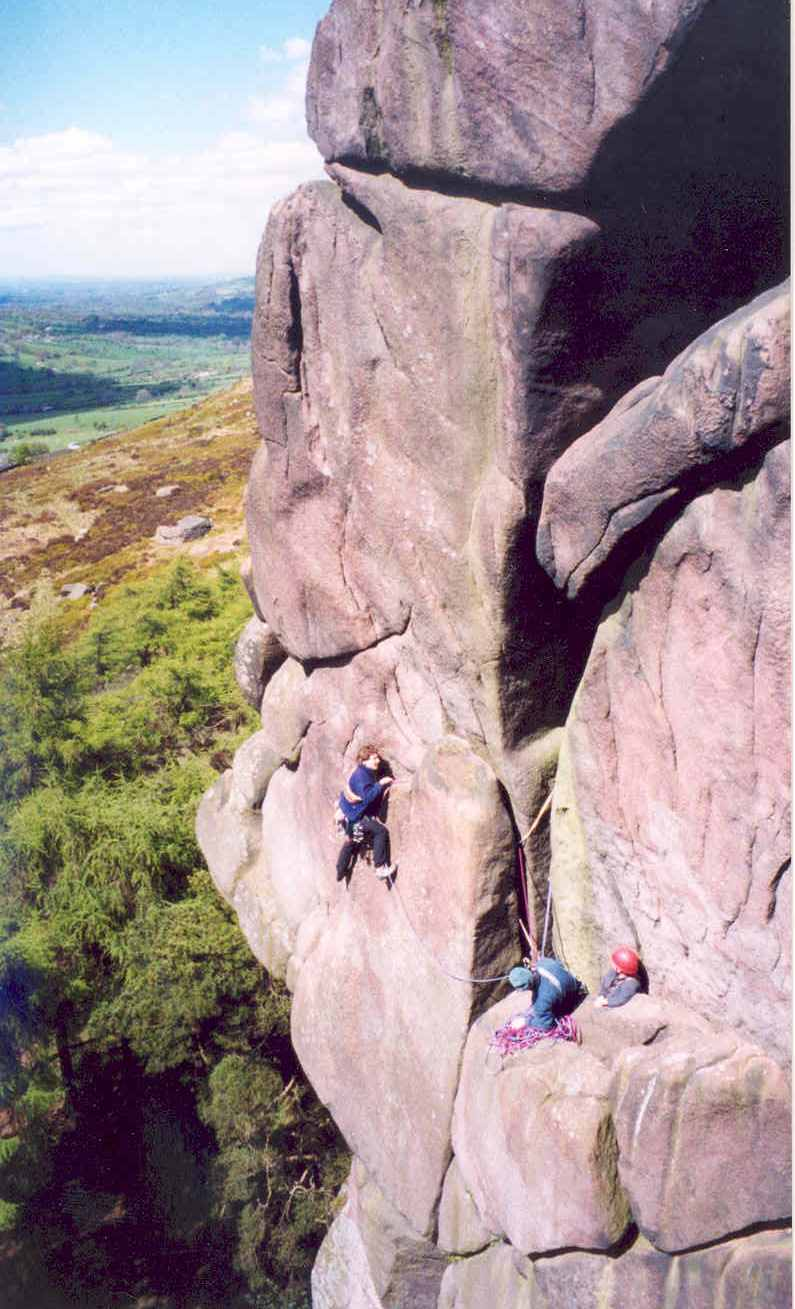
Klättrare på "Valkyrie" vid The Roaches i Staffordshire i England.

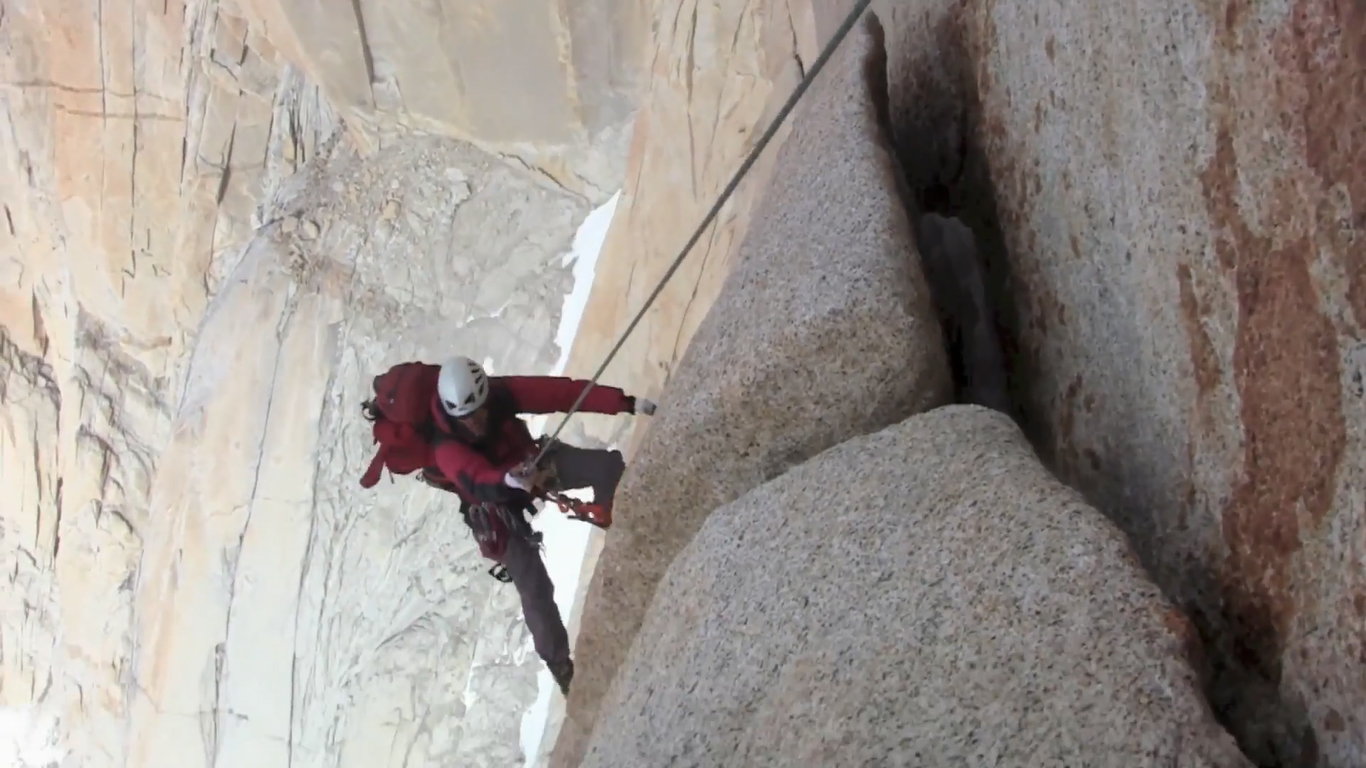
Klättrare på Fitz Roy i Argentina.

Klättring är en sport som kan bedrivas såväl inomhus som utomhus. Klättring kan indelas efter hur utrustningen används och kan se olika ut beroende på vem som gör den, men grovt kan följande kategorier urskiljas: traditionell klättring, sportklättring, bouldering och alpin klättring.
Mer specifikt kan klättringen indelas efter det underlag man klättrar på, storleken på det man klättrar på och hur utrustningen används. På detta vis kan man efter underlag särskilja mellan inomhusklättring, klippklättring, isklättring och snöklättring, samt så kallad mixad klättring, som är en blandning av klippa, is och snö.
Klättringen har en rik flora av facktermer som omfattar allt från utrustning och klättertekniker till klipp- och bergsformationer. Svensk klättring organiseras genom Svenska Klätterförbundet.

## Historia
Klippklättring som sport uppkom ur 1800-talets alpinisters önskan om att träna inför somrarnas äventyr. Sportens födelse brukar anses vara advokatens Haskett-Smiths solobestigning av Napes Needle i Lake District i England på 1880-talet. Till Sverige kom klättersporten på 1930-talet med den inflyttade österrikaren Emmerich Rossipal. De första klätterkurserna hölls i Häggsta utanför Stockholm på 1930-talet.

## Utrustning
Utomhus har man klätterhjälm, oftast i plast, och är framtagen framför allt för att skydda huvudet mot fallande stenar, men även för att skydda klättraren vid ett eventuellt fall. För att den ska vara godkänd för att säljas i Europa behöver den ha en CE-märkning. Det finns flera olika men de vanligaste är sportklätterhjälm och alpinhjälm.
Borrbultar är en typ av fast förankringspunkt som används inom sportklättring eller inom mixad klättring. De används då på släta klippor där man inte kan använda andra typer av säkringar, till exempel kilar, hexentrics eller kamkil. Vanligtvis är det en expanderbult eller limbult.
För att sammanlänka rep och säkringar använder man en karbinhake.
Internationella klätterförbundet UIAA har även en egen märkning av utrustning som i vissa fall ställer högre säkerhetskrav än den europeiska CE-märkningen.

## Traditionell klättring
Traditionell klättring, eller bara tradklättring, är ett en aning löst begrepp inom klättersporten. Oftast menar man den typ av klättring där klättrarna placerar säkringar själva, där det inte finns bultar, och är således en motsats till sportklättring. Tradklättring skadar inte klippan och kräver inga permanenta säkringar; klättrarna lämnar klippan precis som de fann den. 
Säkringarna är till exempel kilar, hexentrics, kamkilar och tricams. Dessa har alla det gemensamt att de placeras i sprickor. Därför följer mer eller mindre alla traditionellt säkrade leder spricklinjer i berget. Generellt kan sägas att tradklättring är sprickklättring och sportklättring är väggklättring.
Historiskt sett är begreppet tradklättring ett ganska ungt sådant, paradoxalt nog. Det började användas när sportklättring började bli populärt i början av åttiotalet, för att kunna skilja de två grenarna åt.

### Teknik
I traditionell klippklättring, så kallad tradklättring, används olika slags säkringar, men rep används på i princip samma sätt: normalt klättrar man i ett replag, bestående av två personer, en förste- och en andreman. Andremannen står kvar på marken och säkrar medan förstemannen klättrar. Förstemannen kopplar repet så att det löper genom mellansäkringar placerade i klippan. På så vis kan ett fall inte bli längre än det dubbla avståndet till närmaste säkringspunkt. När förstemannen kommit upp till en lämplig hylla, eller när repet inte räcker längre, stannar han/hon och förankrar sig vid klippan (gör en så kallad standplats) för att inte kunna bli nerdragen, kopplar in repet i sin broms och säkrar därefter upp andremannen. Denne tar med sig säkringarna under sin klättring, och på så vis har replaget samma utrustning med sig som när de startade vid klippans fot. Denna procedur repeteras till dess att klippans topp nåtts.
Vid tradklättring används övervägande så kallade kilar (kilformade aluminiumkilar som placeras i konstruktioner i naturliga sprickor i klippan) eller kamkilar (med rörliga excenterkammar som låser mot sprickans väggar), vilket gör att traditionellt säkrade klätterturer oftast följer naturliga spricksystem.
Vid traditionell klättring används säkringarna bara för att minska riskerna för ett mark-fall, därför kallas det även friklättring. Vid artificiell klättring däremot används utrustningen för att förflytta sig på berget.

## Artificiell klättring

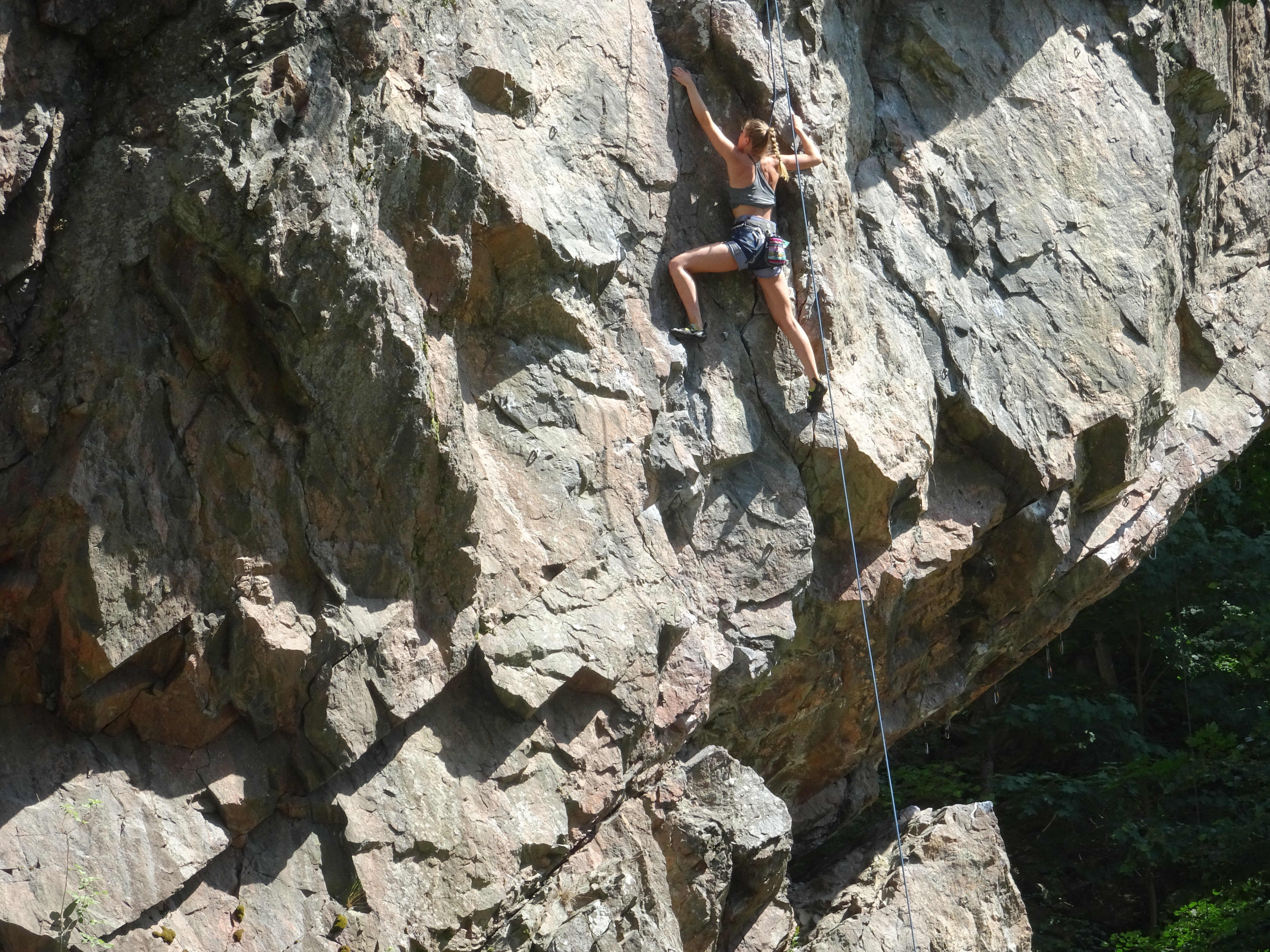
Sportklättring på Örnberget, Tullinge.

Artificiell klättring, teknisk klättring, eller som det kanske oftast kallas nuförtiden, aidklättring (från engelskans aid), är när en klättrare använder utrustning för att ta sig uppför en vägg. Vanligtvis, inom friklättring, används utrustningen enbart som säkerhet. I aidklättring används den aktivt. Detta gör att det är fullt möjligt att ta sig upp för väggar som är till synes släta, där det inte finns grepp att hålla i, eftersom säkringar starka nog att hålla kroppsvikt inte behöver vara stora. Vissa säkringar behöver bara en en millimeter bred spricka eller en kvarts centimeter stor kant.

## Sportklättring
Sportklättring utövas på klippor med förplacerade säkringar, ofta så kallade borrbultar. Vid sportklättring är det ovanligt att förstemannen stannar och gör standplats på klippan. Ofta finns färdiga förankringspunkter från vilka man kan fira ner till marken igen. Den andra stora skillnaden mellan sport- och tradklättring är att mellansäkringarna vid sportklättring är förplacerade, oftast lim- eller expanderbultar som placerats i hål borrade i klippan.
I augusti 2016 beslutade Internationella olympiska kommittén (IOK) att sportklättring tillsammans med fyra andra sporter blev de nya sporterna i det olympiska programmet till olympiska sommarspelen 2020 i Tokyo. I OS tävlar man i tre grenar: speed, lead och boulder. I Tokyospelen användes ett poängsystem för att dela ut ut en medalj för kombinerat resultat i boulder, lead och speed. Till spelen i Paris 2024 var det ändrat så det delades ut en medalj i speed och en kombinerad i boulder och lead.

## Bouldering

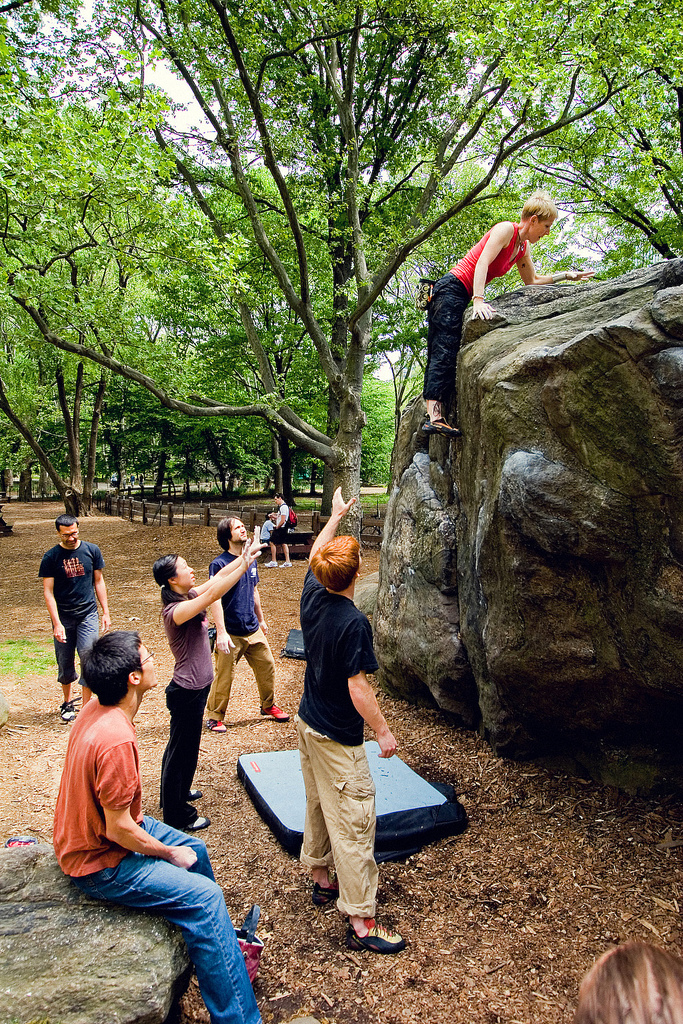
Bouldering vid Rat Rock i Central Park i New York, en populär plats för bouldering i Central Park.

Bouldering är en gren av klättringssporten. Boulder kommer från engelska språket och betyder klippblock. Bouldering sker således oftast på klippblock och med en crash pad (svensk slang "padda") på marken som skydd vid fall. Klättringen består ofta av relativt få rörelser (moves) och den kan vara mer teknisk och atletisk än annan klättring. Klättraren väljer en väg upp över blocket, och denna väg kallas inom bouldering för ett problem. Då klippblocken oftast inte är mer än några meter höga (enligt Svenska Klätterförbundet max 4,5 meter), bygger bouldering mer på styrka och teknik än uthållighet - något som delvis skiljer den från övrig klättring. Till skillnad från annan klättring kräver bouldering dessutom betydligt mindre utrustning; ett par klätterskor, en påse med krita (magnesiumkarbonat), en crash pad, samt en borste att rengöra greppen med. Sporten har vuxit snabbt i Sverige och runt om i världen.

### Tävling
I tävlingssammanhang brukar deltagarna klättra kval och final, oftast med 6 problem i vardera. Klättraren har cirka 6 minuter på sig på varje problem och valfritt antal försök. Det finns olika poängsystem men generellt gäller att den som klarat flest problem vinner. Sedan skiljs även prestationerna åt utifrån hur många försök som behövdes samt hur långt klättraren kom, om denna nu inte klarade hela problemet.

## Topprepsklättring
Topprepsklättring är det sätt som innebär den lägsta risknivån. Vid topprepsklättring är klättraren säkrad uppifrån med rep och kan därför i princip inte falla alls. Detta åstadkoms genom att en förankring ordnas på klippans topp, genom vilken repet löper. I den ena av de två nedhängande repändarna knyter klättraren in sig och den andra repändan är kopplad till säkringsmannens broms, genom vilket repet tas in och sträcks vartefter klättraren förflyttar sig högre. Alternativt kan säkringsmannen vara förankrad på toppen av klippan och ta in repet genom sin broms.

## Alpin klättring

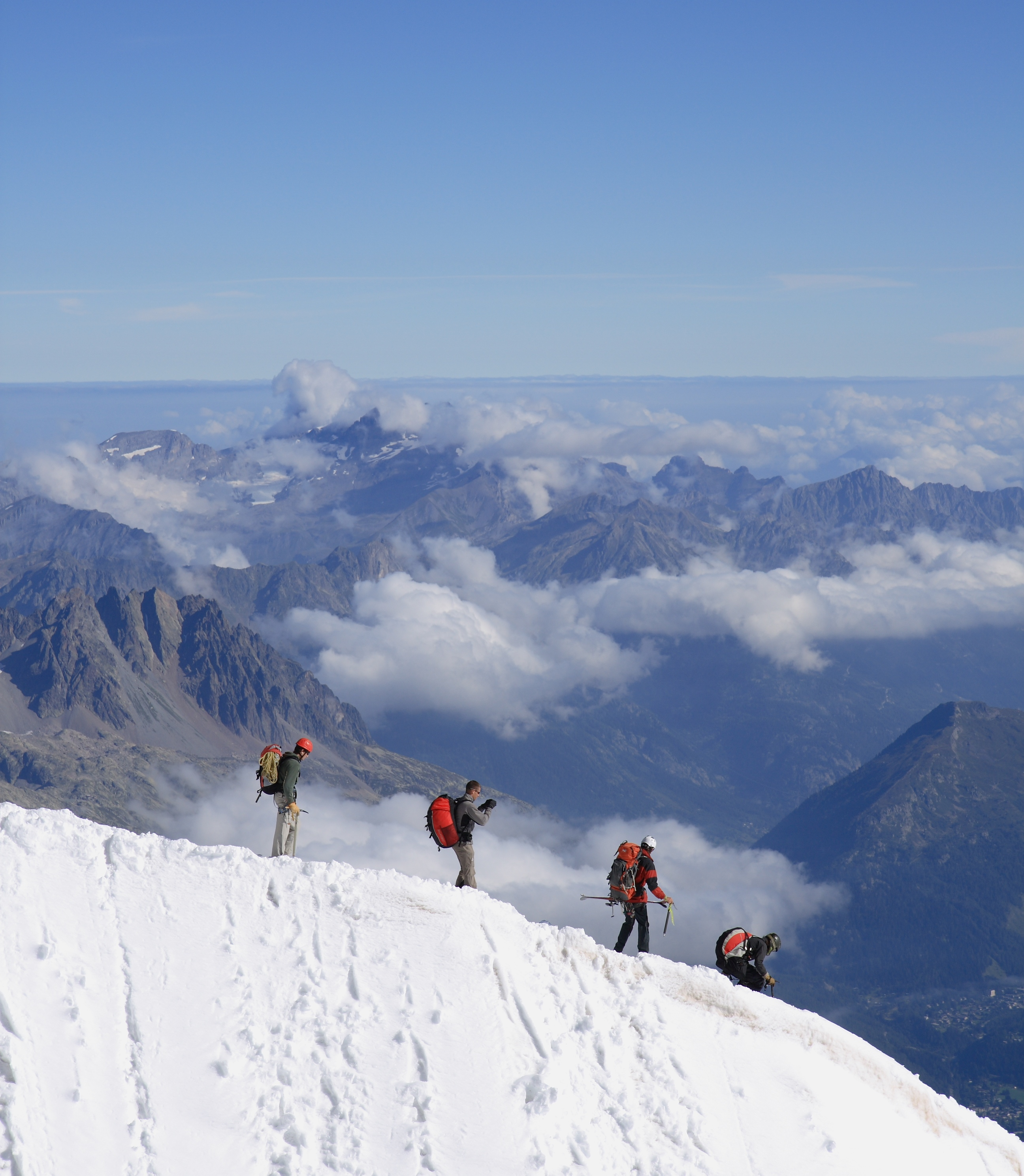
Bergsbestigare på väg ner från Aiguille du Midi i Frankrike.

Alpin klättring är samlingsnamn för all klättring som sker i alpin miljö, till exempel i Alperna, Skanderna och Himalaya.
Alpin klättring karaktäriseras av blandad klättring på klippa, is och snö. Växlande väder och andra yttre faktorer bidrar till klättringens svårighetsgrad minst lika mycket som de vanliga faktorerna som hur brant det är och tillgången på grepp och steg. Sveriges största och viktigaste område för alpin klättring är Kebnekaise och här finns många långa och fina alpina klätterturer. Här finns även stora glaciärer och ett vackert alpint landskap. Alpin klättring delas ytterligare upp i expeditionsklättring eller kapselteknik. Expeditionsklättring innebär att klättrarna på vägen upp använder sig av basläger där klättrarna acklimatiserar sig. All utrustning behöver inte bäras upp på samma gång, i vissa fall kan bärare användas för att få utrustningen upp på baslägren. Motsatsen till expeditionsstil är kapselstil. När klättrare klättrar kapselstil måste de bära med sig all utrustning från bergets botten upp till bergets topp, i en "single push". Beroende på lutningen på berget kan klättrarna använda sig av olika tekniker för att få med sig all utrustning. Exempelvis kan olika system för hissar användas för att dra upp utrustningen efter sig. 
Kurser i alpinklättring arrangeras bland annat av Svenska Klätterförbundet och av Svenska Klätterskolan.
Alpinist är ursprungligen beteckningen på en person som ägnar sig åt klättring i Alperna. Begreppet har kommit att vidgas till att omfatta alla som ägnar sig åt alpin klättring, alltså klättring på det sätt som det bedrivs i Alperna. Detta innebär bland annat att klättraren bär med sig all utrustning som behövs för bestigningen, inklusive tält eller bivackutrustning. Klättring som bedrivs på detta sätt i de större bergskedjorna, till exempel Himalaya, brukar benämnas alpin stil. Personer som klättrar i Anderna brukar dock, åtminstone i den spansktalande delen av världen, betecknas som "andinista", andinister.
En stor bedrift inom alpin klättring är "Seven Summits" där utmaningen är att bestiga den högsta bergstoppen på varje kontinent.
Förste person att uppnå Seven Summits var amerikanske Richard Bass som den 30 april 1985 nådde toppen av Mount Everest som den sista av de 7 bergstopparna.
Förste kvinna att uppnå Seven Summits var japanska Junko Tabei som den 28 juni 1992 nådde toppen av Puncak Jaya som den sista av de 7 bergstopparna.
2006 blev Olof Sundström och Martin Letzter första svenskar att klara Seven Summits. Den 26 november 2006 nådde de toppen på Vinson Massif som den sista av de 7 bergstopparna.
2014 blev Renata Chlumska första svenska kvinna att klara Seven Summits. Den 15 december 2014 nådde hon toppen av Vinson Massif som den sista av de 7 bergstopparna.

## Isklättring

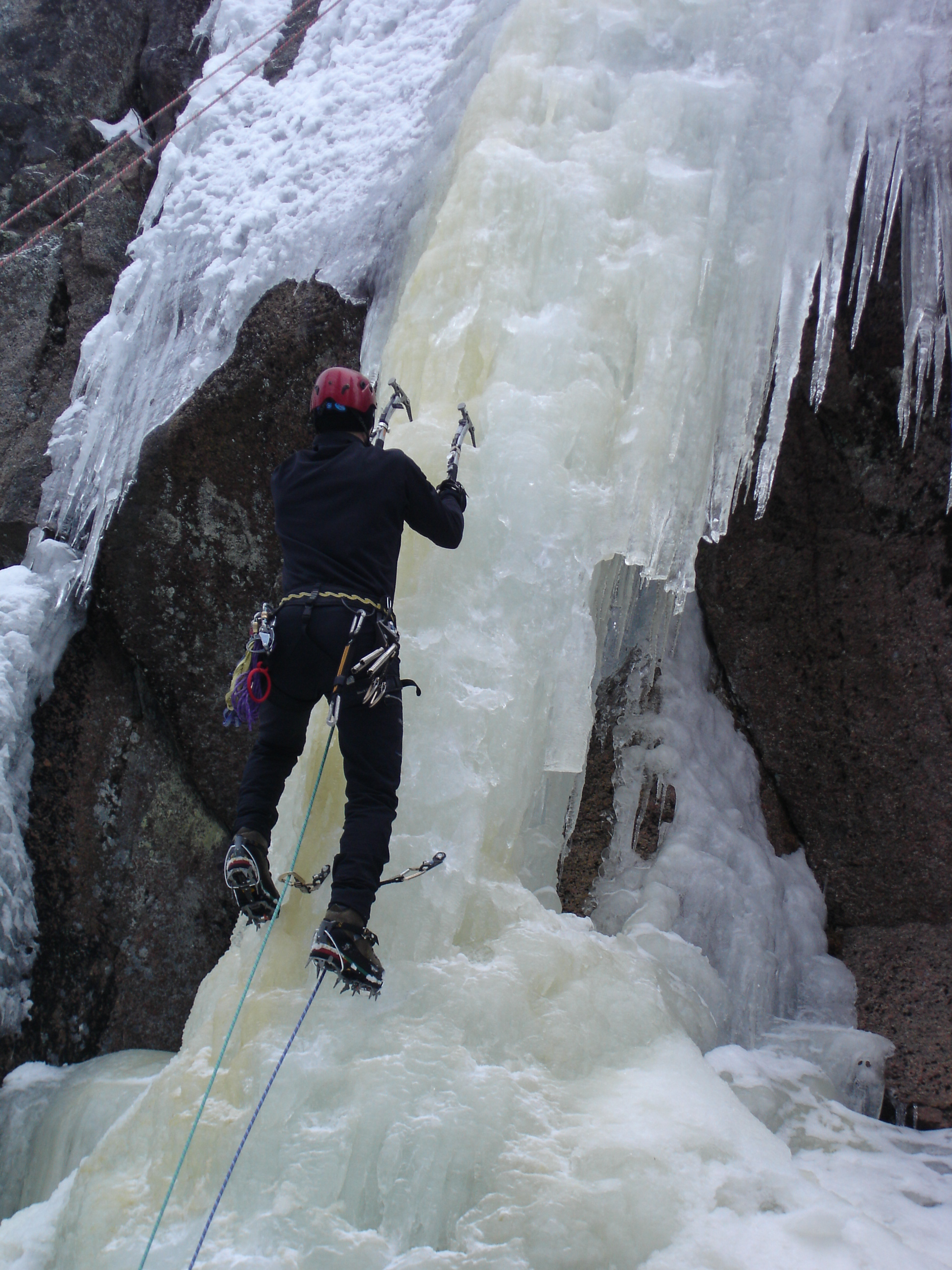
Isklättring vid Ågelsjön.

Vid isklättring tar sig klättraren uppåt med hjälp av stegjärn och isyxor (se isyxa). Säkringen sker på liknande sätt som vid traditionellt säkrad klippklättring, med den skillnaden att säkringarna på is utgörs av speciella isskruvar. Eftersom säkringar i is inte är lika starka som säkringar i klippa används ofta dubbelrep som ger ökad säkerhet och mjukare fall. Rjukan i Norge, Trängslet i Älvdalens kommun och Liden utanför Sundsvall är populära resmål bland isklättrare.

## Klippklättring
Klippklättringens fokus är den idrottsliga prestationen snarare än bestigningen i sig. Många klippklättringsleder är inte mer än 20 meter långa. Klippklättring kan i sin tur delas in i tre underkategorier - traditionell klättring, där säkring sker genom att man placerar utrustning, exempelvis kilar i sprickor, som sedan tas loss efter att klättringen avslutats; sportklättring, där säkring sker genom att bultar i förväg borras in i berget; samt artificiell klättring där utrustningen används för att ta sig upp för klippan.

## Big walls
Big walls är stora bergväggar, kallas också storväggar. Exakt var gränsen går för vad som är en big wall och vad som inte är det, är svårt att se eller definiera. Det bygger på två kriterier: tid det tar att klättra väggen och hur hög och brant väggen är.
För att en vägg ska klassas som big wall ska den ta det genomsnittliga replaget (två klättrare) två dagar eller mer att klättra. På den mest klassiska av alla big walls, El Capitan, tar de mest populära lederna i genomsnitt fyra-fem dagar. Dock har till exempel El Capitan klättrats på drygt två och en halv timme, vilket gör att tiden inte kan fungera som det enda kriteriet.

## Negativa effekter på naturen
Som all mänsklig aktivitet i naturen kan även klättring ha negativa effekter, speciellt i områden som blir mycket populära och där det uppstår en turistindustri. Mount Everest har idag många ekologiska problem på grund av bergsklättrare med stor negativ inverkan på naturen och lokalbefolkningen.
Ett annat problem är klättrare som stör falkar, rovfåglar och ugglor på deras häckningsplatser. Flera hotade fågelarter placerar sina bon på de brantaste och mest svårtillgängliga klippstupen vilka också lockar bergsklättrare. Klättrare bör vara uppmärksamma på varnande falkar, rovfåglar, berguv och korp under häckningstid och i så fall avbryta klättringen och välj ett annat berg.